# Kreuzweg Hundheim (Külsheim)
Der Kreuzweg bei Hundheim, auch Kreuzweg zur Birkenkapelle, einem Stadtteil von Külsheim im Main-Tauber-Kreis in Baden-Württemberg, beginnt am Rand des Waldgebiets Schönert in einer Senke zwischen den Stadtteilen Hundheim und Steinbach an einem Ortsverbindungsweg nach Külsheim und führt von der Senke durch den Wald bis zur sogenannten Birkenkapelle. Die vierzehn Kreuzwegstationen verfügen jeweils über schlichte Reliefs. Auf den Sockeln befindet sich jeweils ein Kreuz sowie eine römische Ziffer. Der genaue Urheber ist nicht bekannt. Der Hundheimer Freilandkreuzweg steht unter Denkmalschutz.

## Kreuzwegstationen
Der Hundheimer Kreuzweg umfasst 14 Kreuzwegstationen, die als Inschriften jeweils nur eine römische Ziffer aufweisen (in Klammer eine Beschreibung der künstlerischen Darstellung der Stationsreliefs):

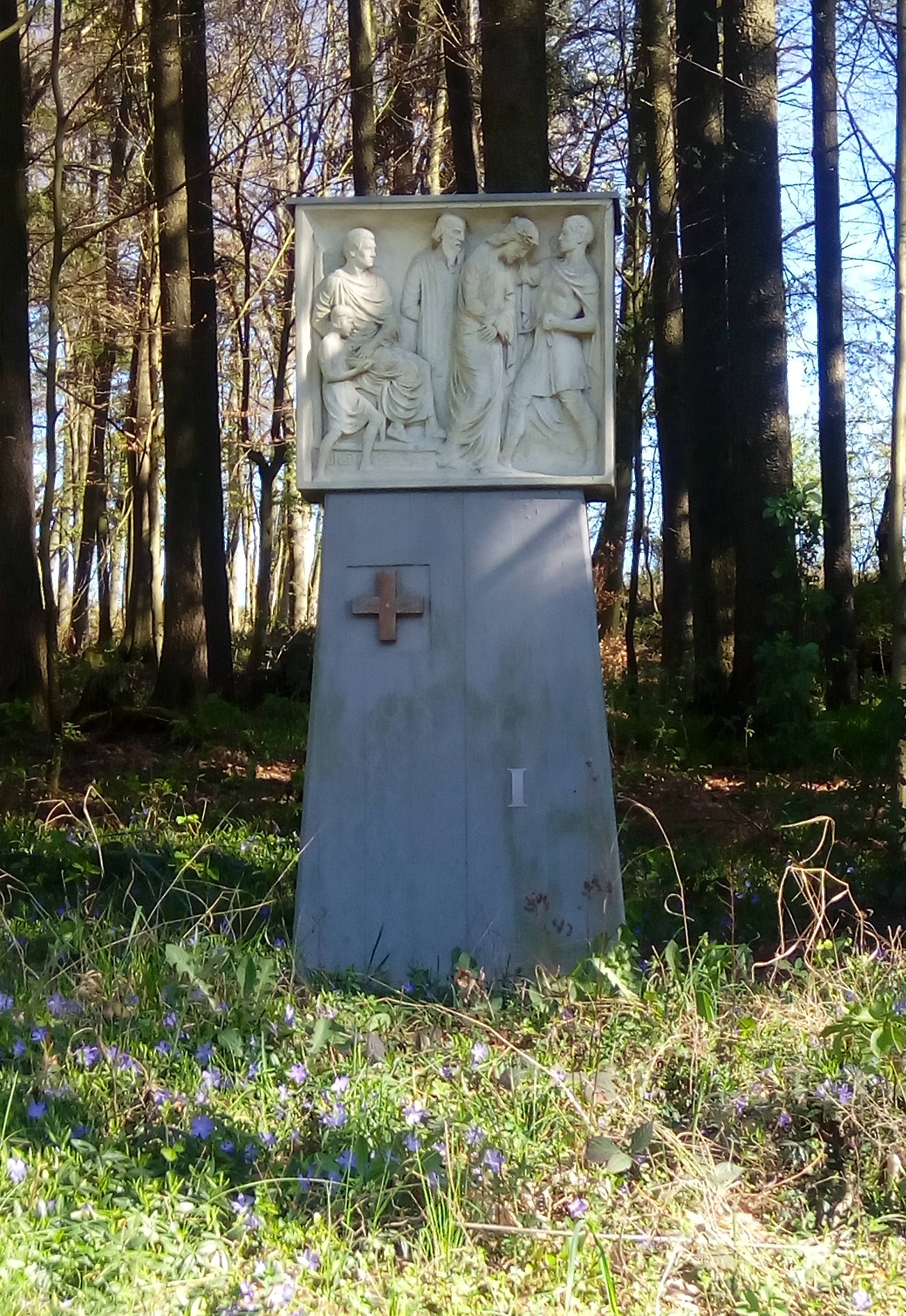
I (Jesus wird zum Tode verurteilt)
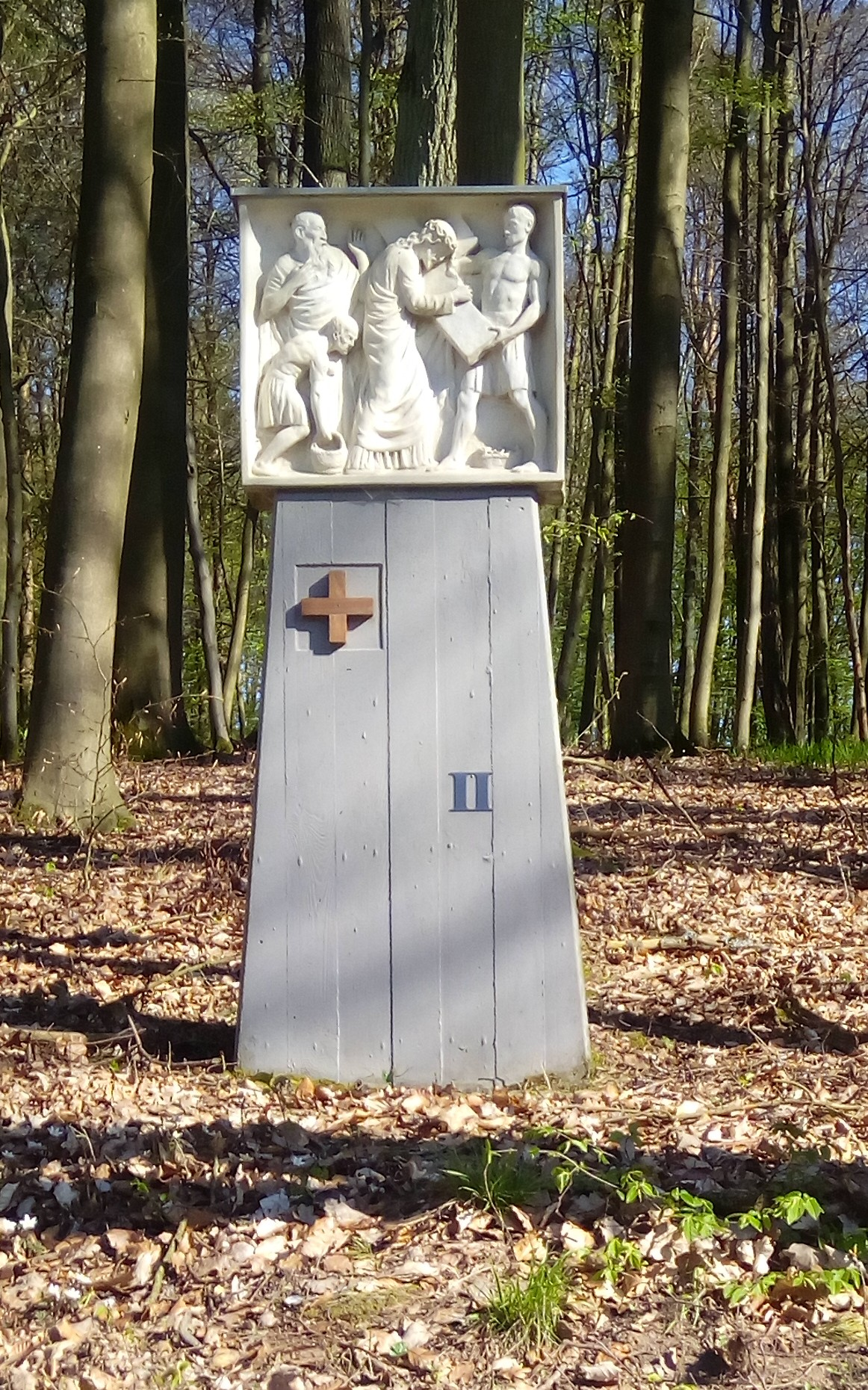
II (Jesus nimmt das Kreuz auf sich)
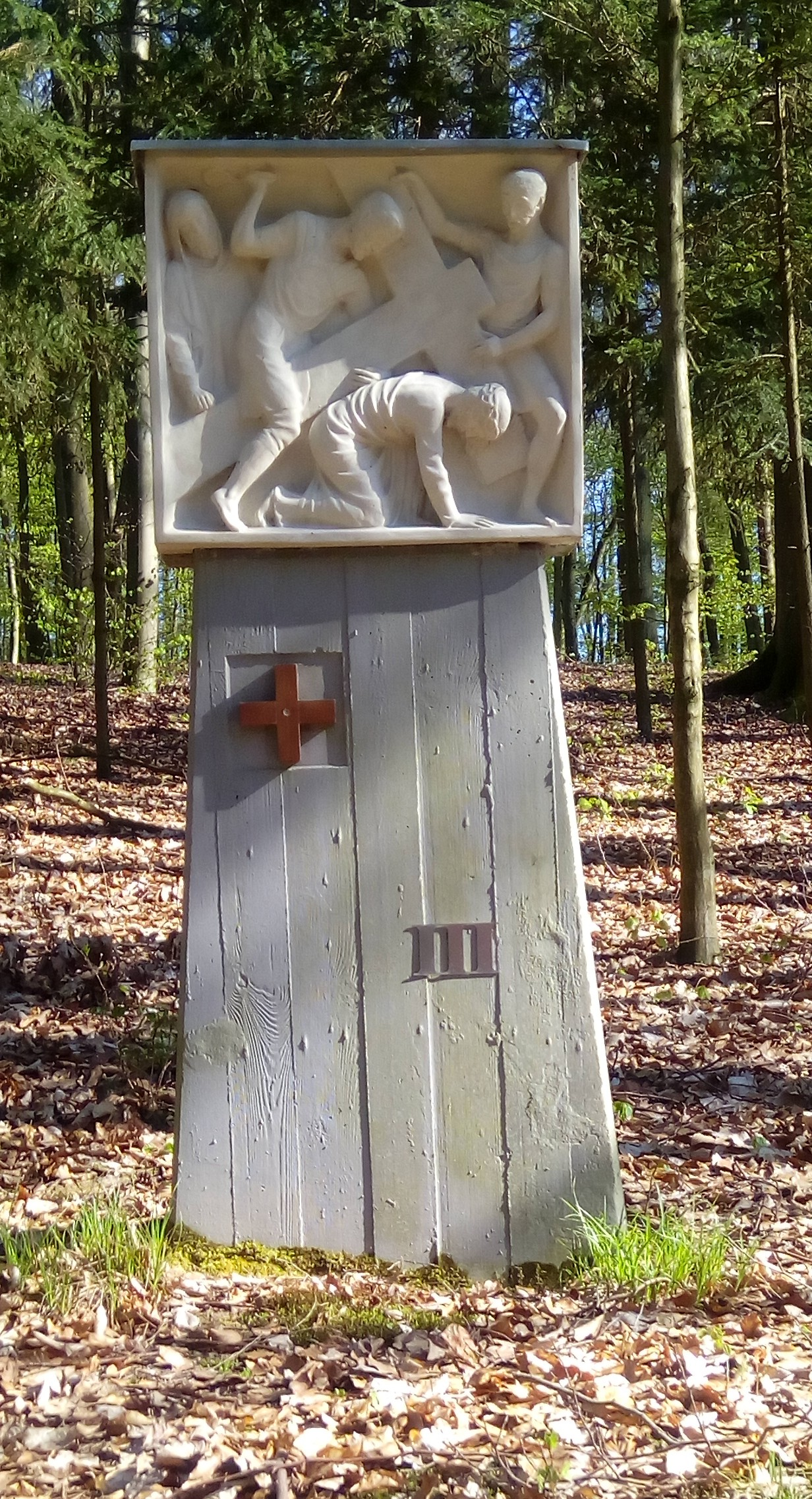
III (Jesus fällt zum ersten Mal unter dem Kreuz)
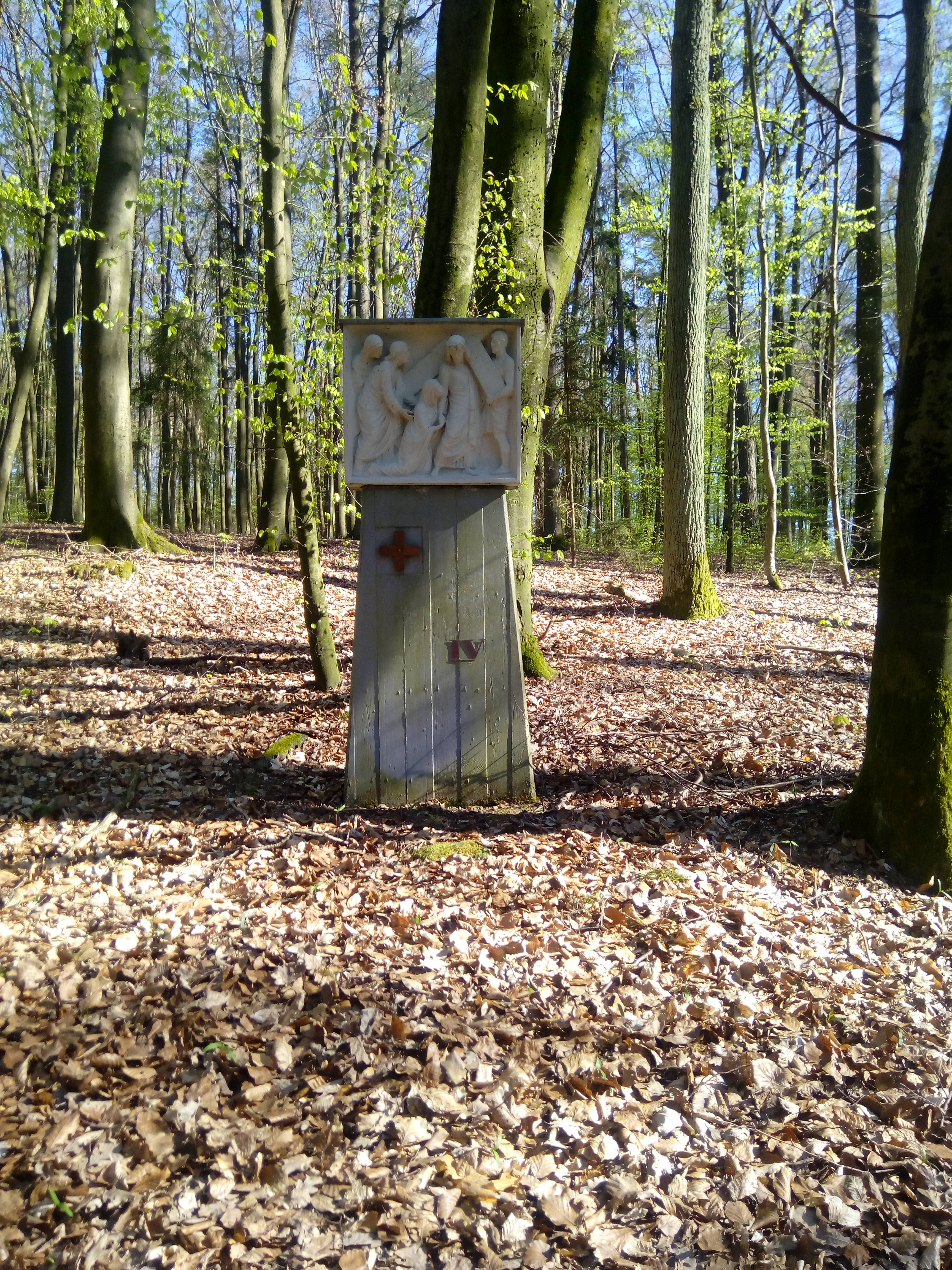
IV (Jesus begegnet seiner Mutter)
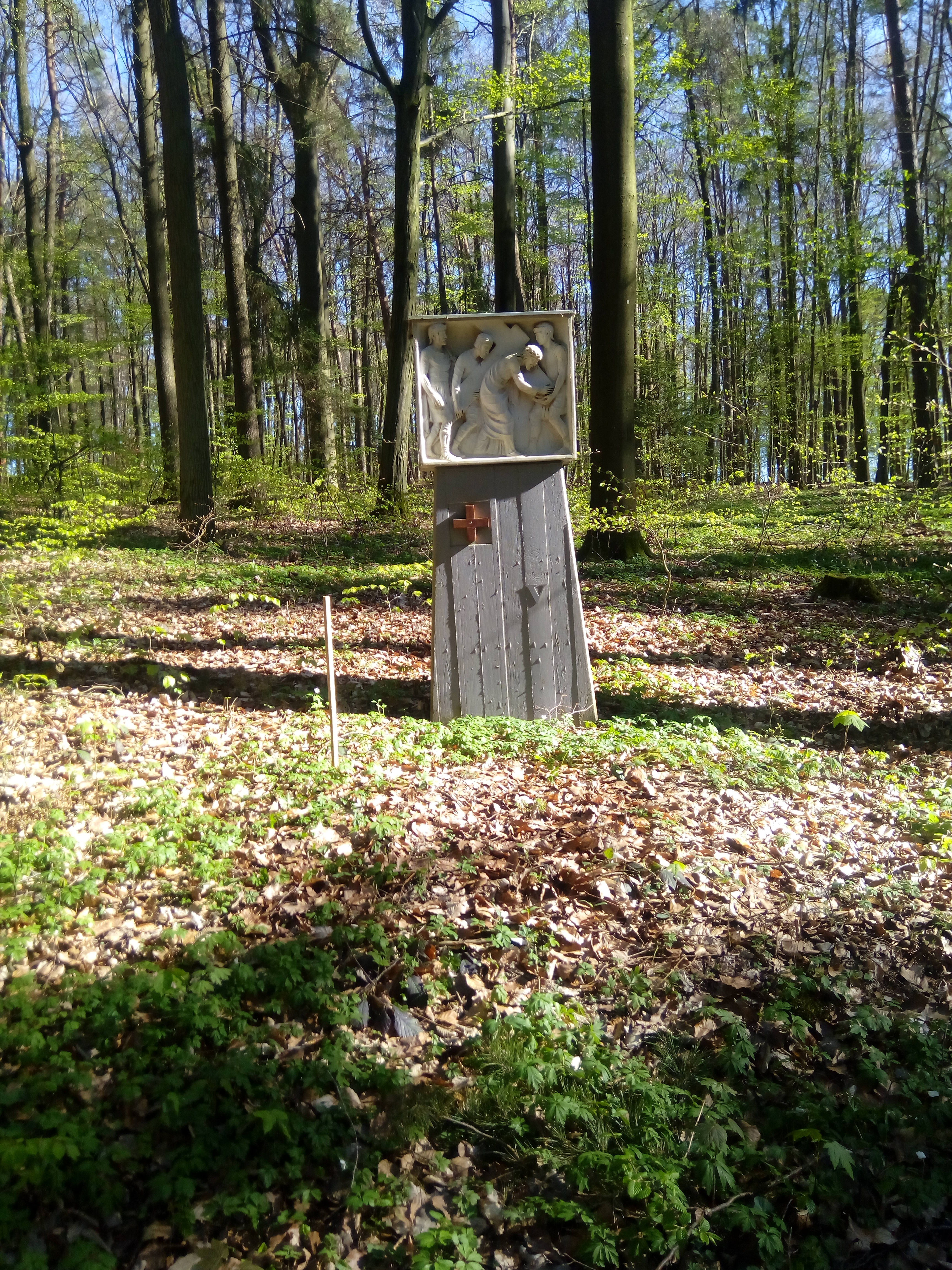
V (Simon von Cyrene hilft Jesu das Kreuz tragen)
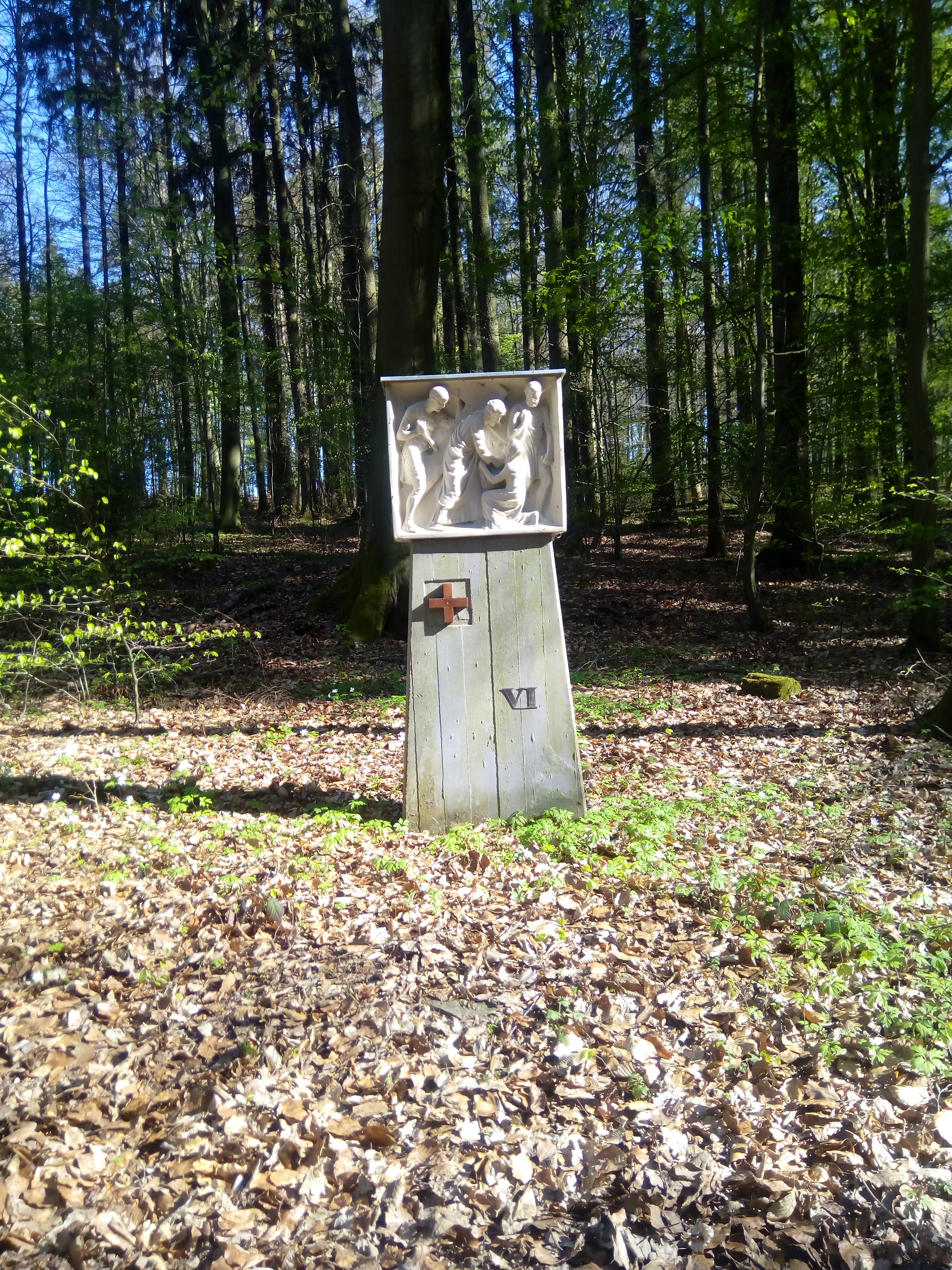
VI (Veronika reicht Jesus das Schweißtuch)
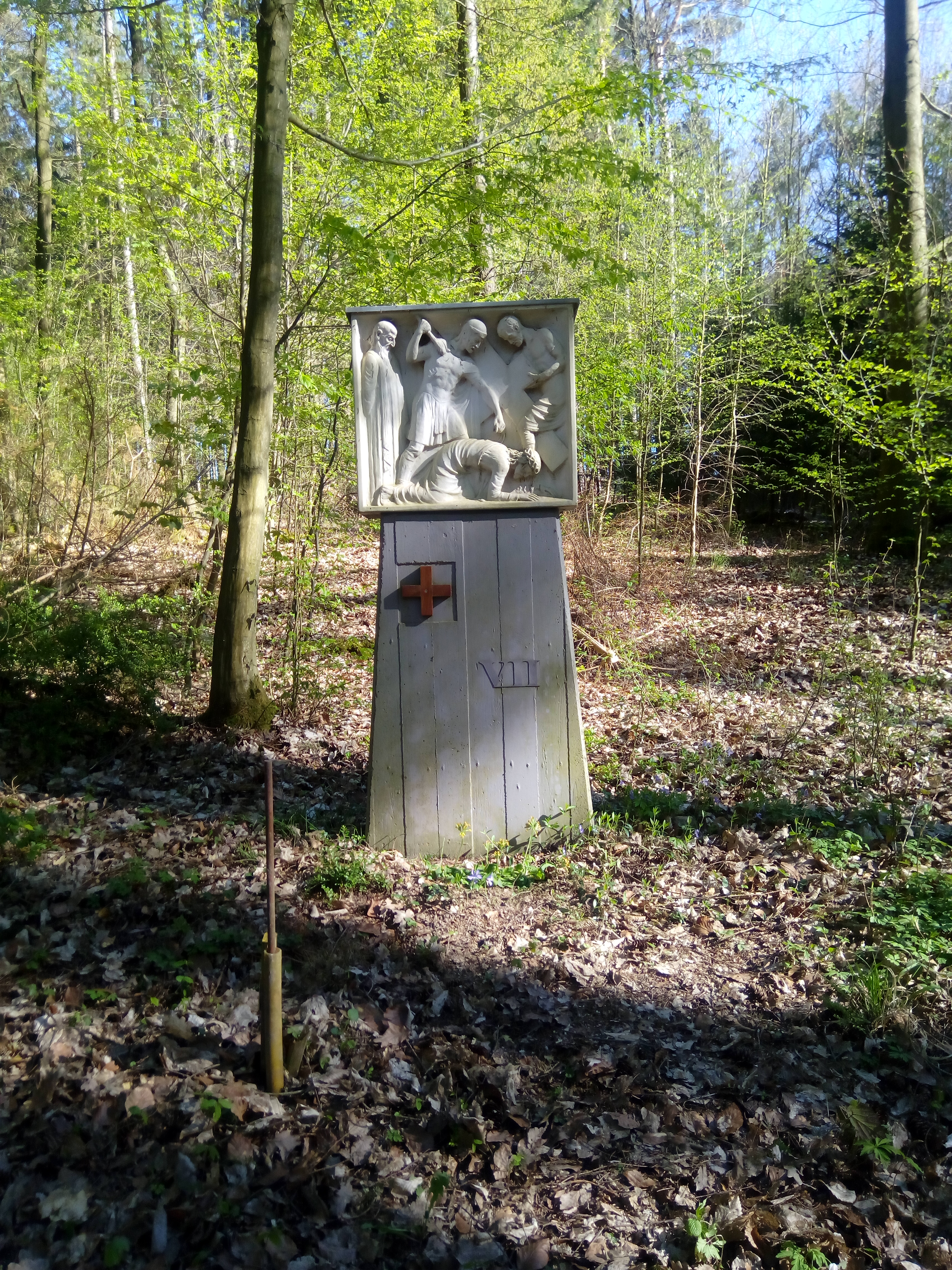
VII (Jesus fällt zum zweiten Mal unter dem Kreuz)
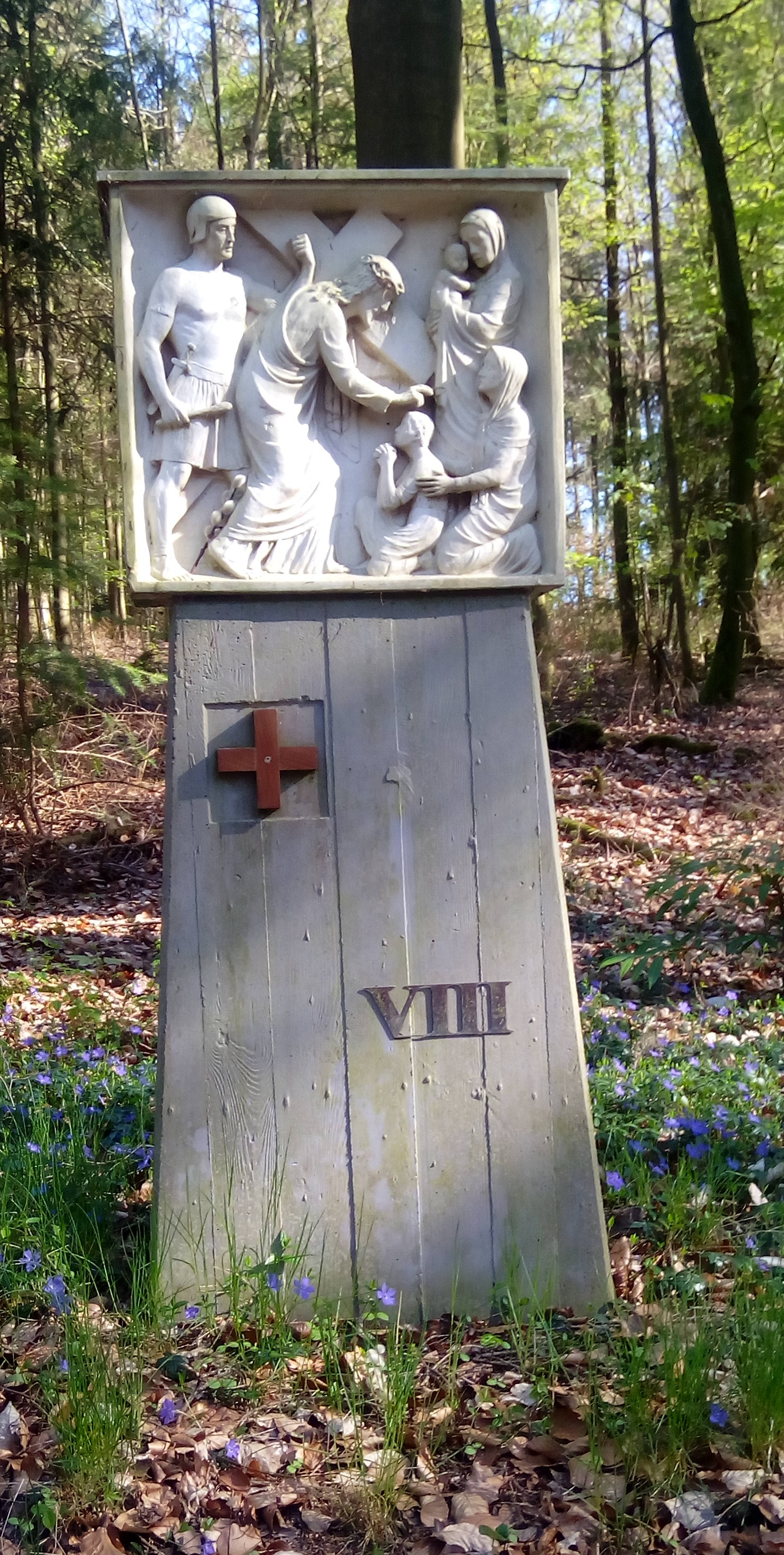
VIII (Jesus redet zu den Frauen Jerusalems)
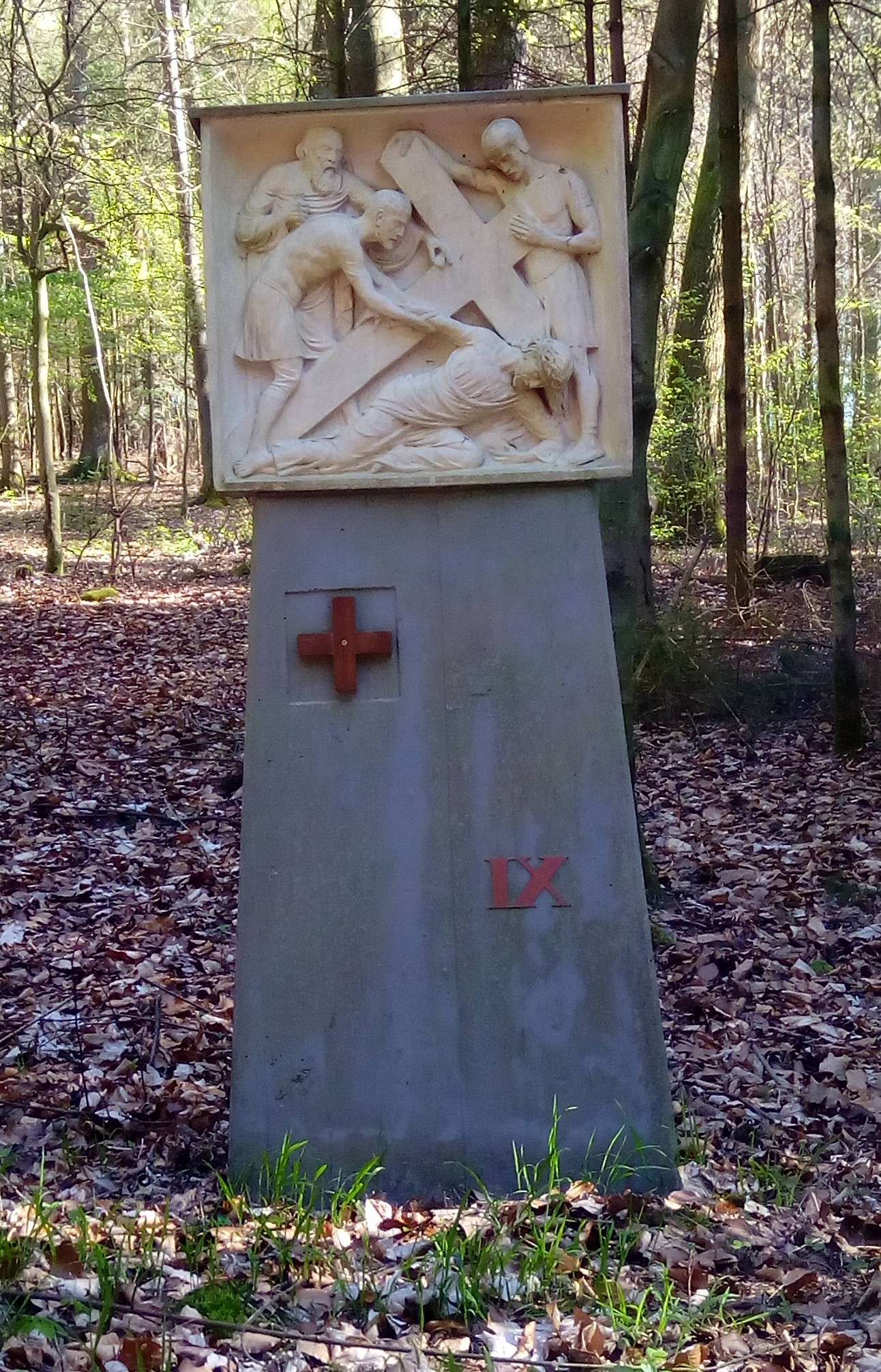
IX (Jesus fällt zum dritten Mal unter dem Kreuz)
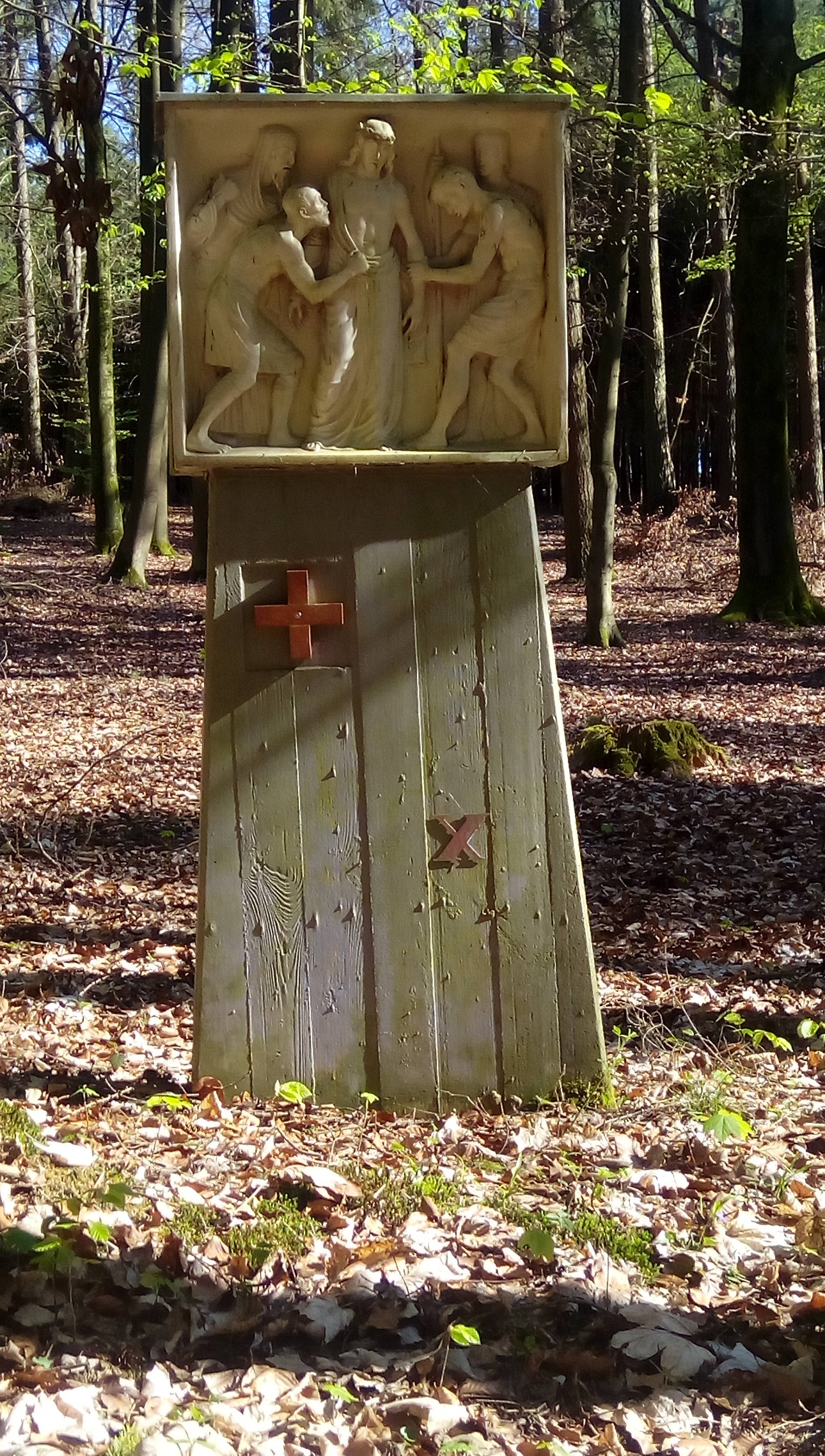
X (Jesus wird seiner Kleider beraubt)
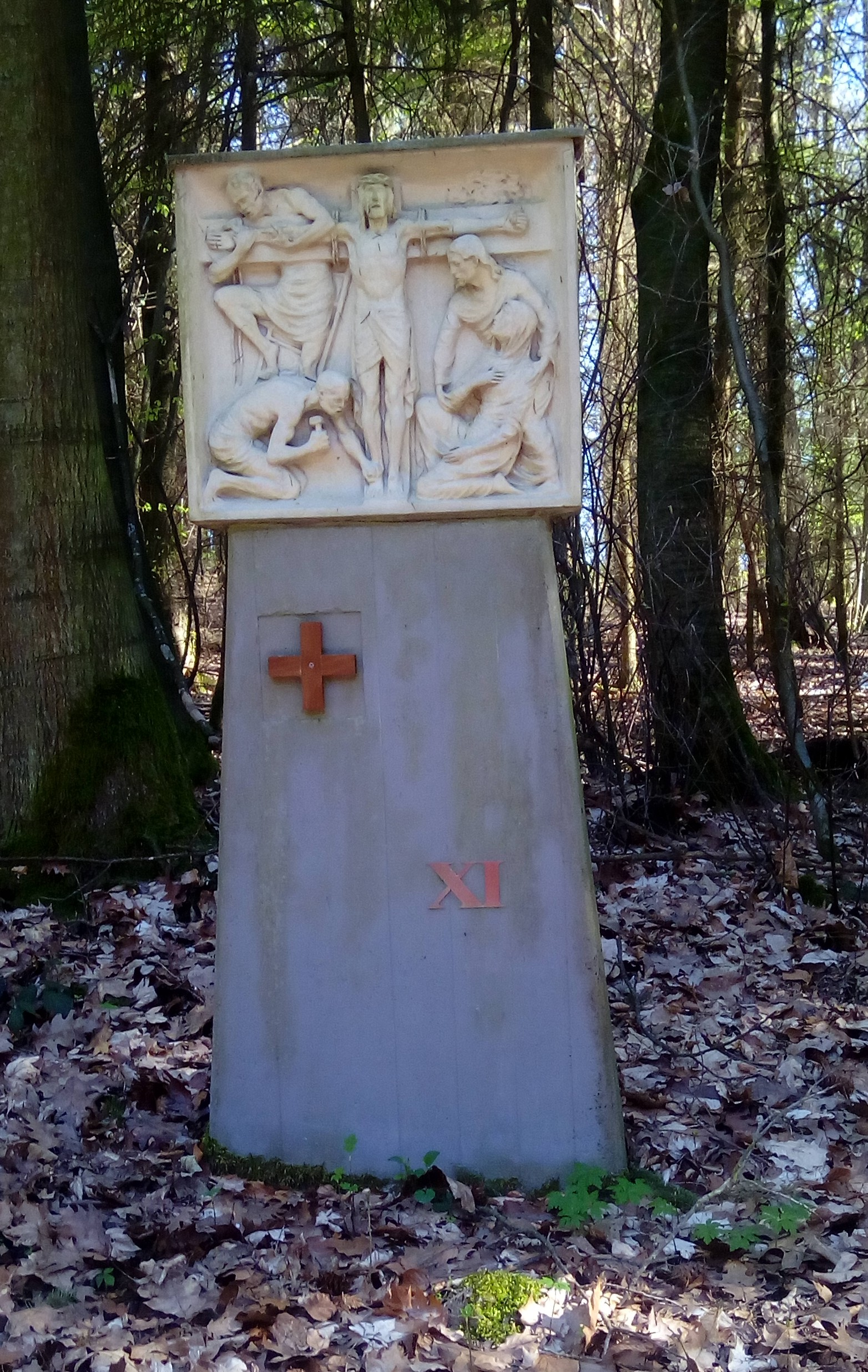
XI (Jesus wird an's Kreuz genagelt)
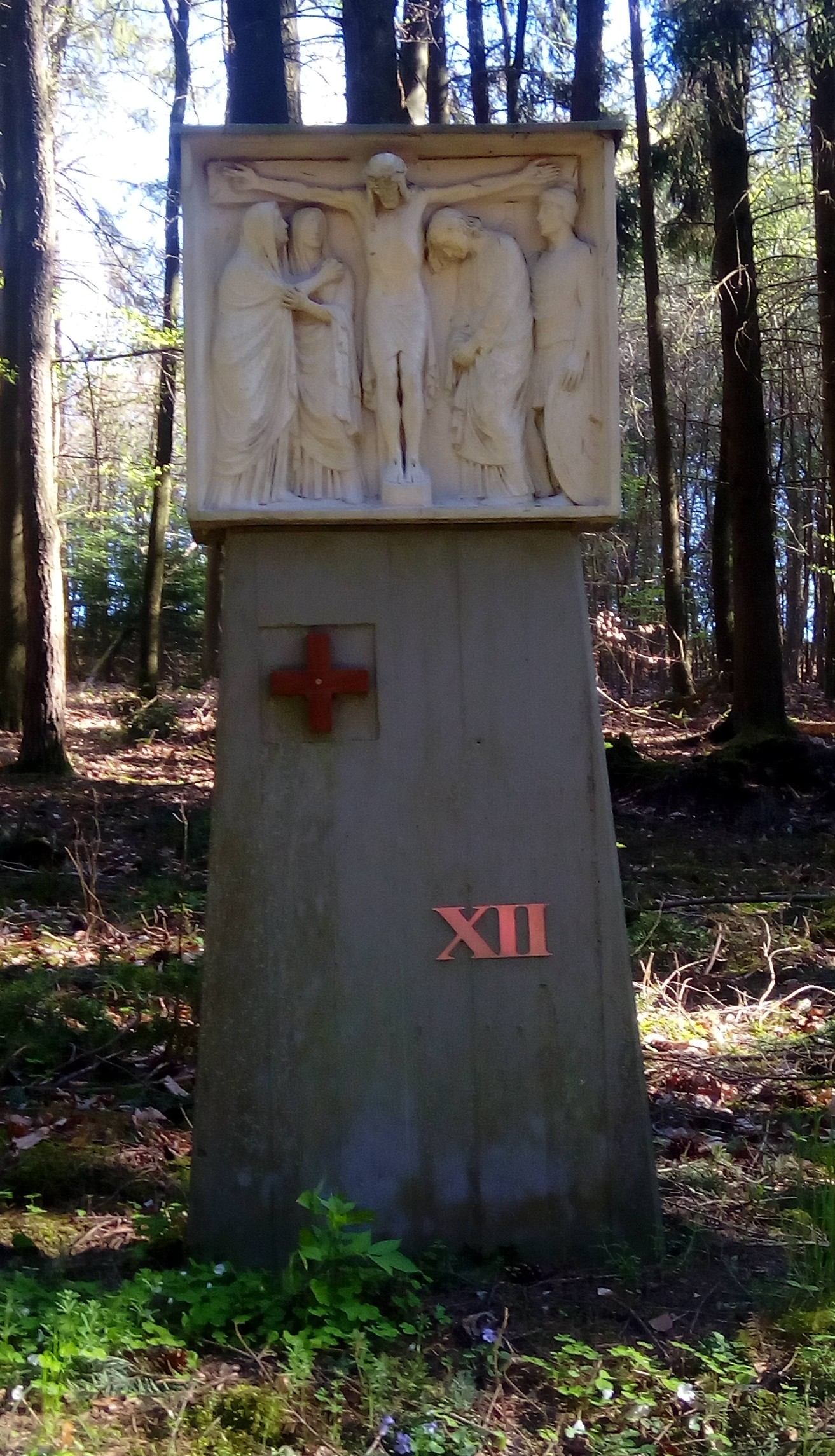
XII (Jesus stirbt am Kreuz)
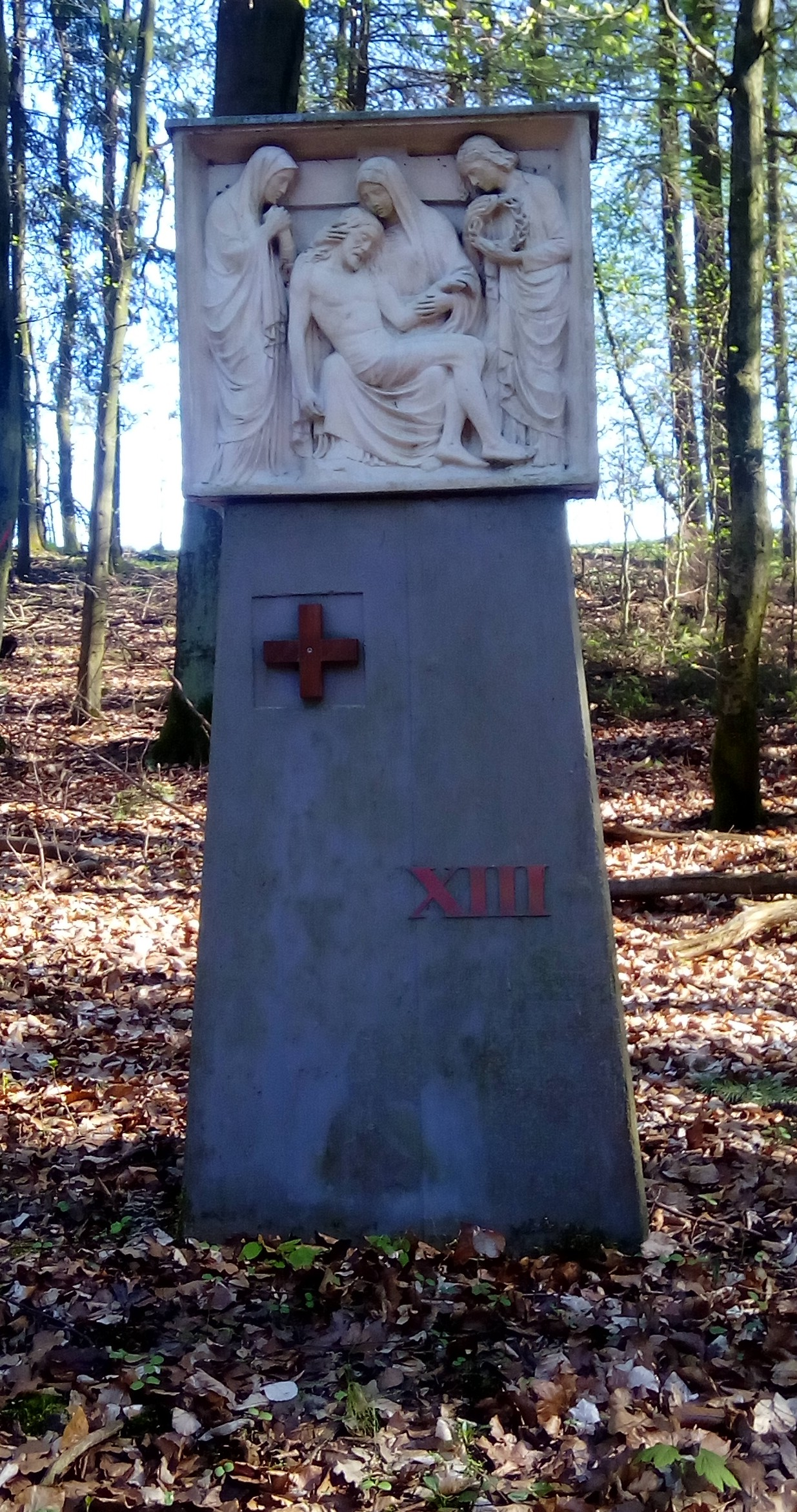
XIII (Jesus wird vom Kreuz abgenommen)
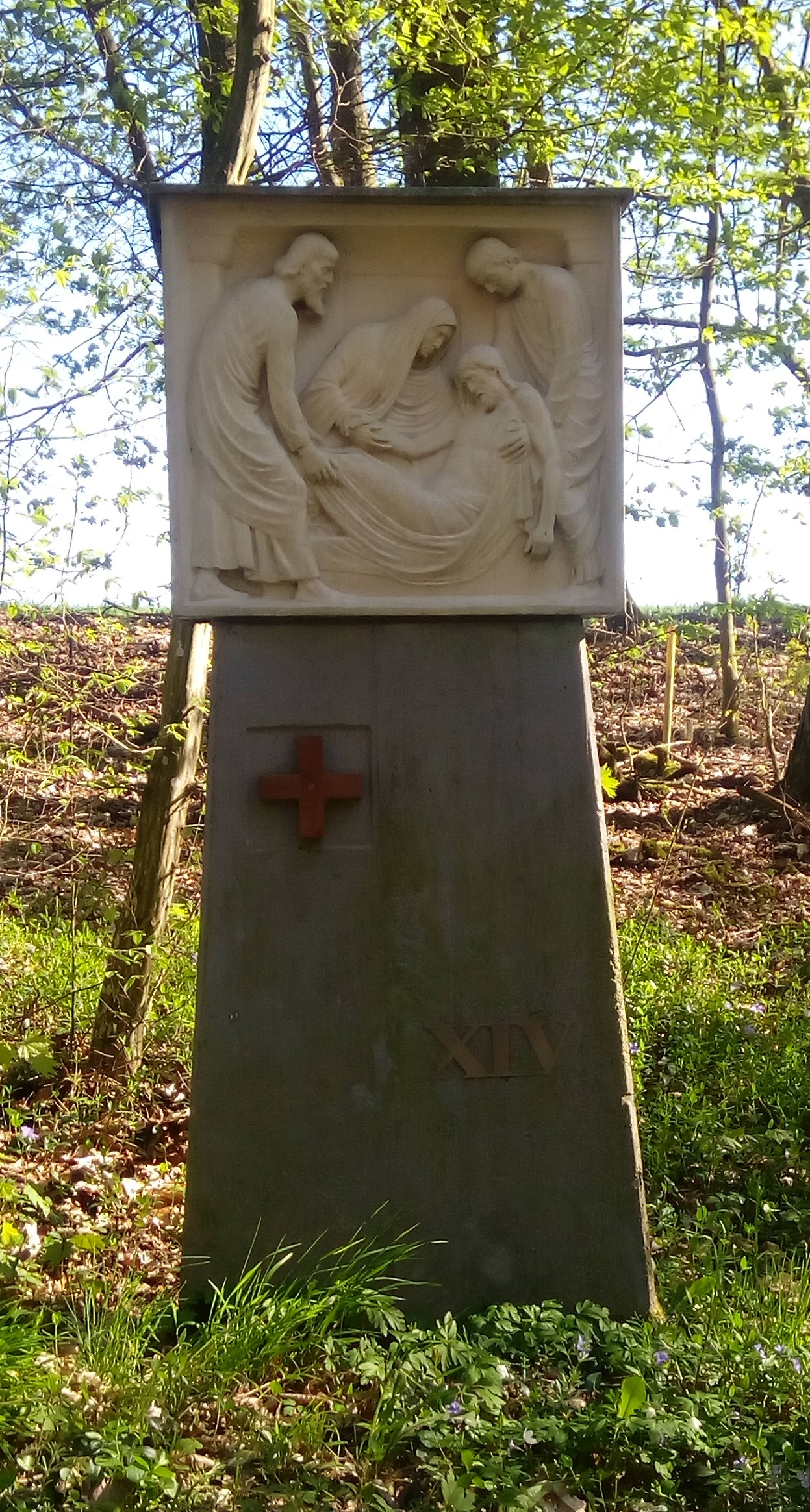
XIV (Jesus wird in's Grab gelegt)